# Apamea cymosa
Apamea cymosa là một loài bướm đêm trong họ Noctuidae.